# Hallsjö

Hallsjö är en by i Huddunge socken i Heby kommun.
Hallsjö omtalas i dokument första gången 1344 ('in halsio'). Byn är troligen en av Huddunges äldsta och en av de få med ett gravfält kopplat till bebyggelsen. Namnet kommer från läget vid den numera utdikade Hallsjön, hall syftar här troligen på berghäll. Under 1500-talet bestod Hallsjö av tre mantal skattejord, därtill två utjordar tillhöriga byarna Lagbo och Stymne och kallas då Halsingeby. Från 1547 redovisas dock endast ett mantal under Hallsjö, medan ett av de övriga överförs till Djurkarsbo och ett till Hertigbo. Ännu under 1700- och 1800-talet kallades dock dessa vanligen Hallsjö Djurkarsbo eller Sörgården och Hallsjö Hertigbo eller Mellangården för att skiljas från övriga delar av byn, Norrgården. Dagens Hallsjö har dock sitt ursprung i Sörgården - i samband med laga skifte flyttades de andra gårdarna ut och jorden kom att läggas under Hertigbo och Djurkarsbo i fastighetsregistret.
Hallsjö har även namngett Halsinge hamna, en av Våla härads hamnor som omfattar Våla härads del av Huddunge socken och södra delarna av Nora socken.
Enligt skattlängden i samband med Älvsborgs lösen 1613 fanns fyra hushåll i byn, vilken då omfattar Hallsjö Hertigbo och Hallsjö Djurkarsbo. 1645 upptar mantalslängden endast två hushåll vilket då endast är Hallsjö Norrgård. Mantalslängden 1699 upptar fyra hushåll.
Under Hallsjö har lytt torpen Backa, även kallat Kråkslottet, Mellantorp eller Holm samt Grindkärret, även kallat Sunnesta eller Sunnätta.